# Joseph-André Gatteyrias
Joseph-André Gatteyrias (Thiers, 11 janvier 1855 - Paris 5e, 29 mai 1883,) est un orientaliste et explorateur français. 

## Biographie
Né le 11 janvier 1855 à Thiers, en Auvergne, Joseph-André Gatteyrias étudie l'arménien et le géorgien à l'École spéciale des Langues orientales vivantes, où il est notamment l'élève d'Édouard Dulaurier.
Gatteyrias est notamment l'auteur d'un ouvrage sur l'Arménie et les Arméniens, ainsi qu'un ouvrage —inachevé— sur l'Asie centrale.
Il meurt prématurément, « épuisé », à l'hôpital de la Pitié à Paris, le 29 mai 1883.

## Publications
- Élégie sur les malheurs de l'Arménie et le martyre de saint Vahan de Kogthen, 1880
- Premières Études linguistiques sur les langues de la famille Géorgienne, 1881
- Deuxièmes Études linguistiques sur les langues de la famille Géorgienne, 1882
- L'Arménie et les Arméniens, Librairie Léopold Cerf, rue de Médicis, Paris, 1882 (lire en ligne sur Gallica)
- À travers l'Asie centrale, Librairie générale de vulgarisation, rue de Verneuil, Paris, 1885 (lire en ligne sur Gallica)